# Txato Etxaniz
José Ángel Etxaniz Ortúñez, más conocido como Txato Etxaniz, (1954- ) es un investigador español.
Txato Etxaniz es un investigador vasco de referencia en la historia contemporánea de la comarca vizcaína de Busturialdea-Urdaibai. Estudioso de la industrialización de Gernika-Lumo y de las familias emprendedoras que participaron en ella. Es una figura de referencia en el asesoramiento de los hechos que rodearon el  bombardeo de Guernica en 1937 siendo su obra muy importante para su estudio. Miembro de la asociación Gernikazarra Historia Taldea, en cuyo contexto ha llevado a cabo la mayoría de sus estudios históricos. Es también miembro de la Sociedad de Historia Contemporánea.

## Biografía
José Ángel Etxaniz Ortúñez nació en el municipio vizcaíno de Guernica y Luno el 8 de marzo de 1954, en el seno de una familia obrera. Estudió hasta 4º de bachillerato y comenzó a trabajar con catorce años como aspirante administrativo en la empresa Joyería y Platería de Guernica S. A. (JYPSA). A raíz de un conflicto laboral en el año 1970 en la fábrica contactó con Comisiones Obreras de Euskadi militando en la clandestinidad e impulsando el movimiento sindical en la comarca de Busturialdea hasta 1977. Ingresó con 16 años en Euzko Gastedi juventudes del Partido Nacionalista Vasco (PNV) pasando después a EGI-Batasuna y a ETA-V dejando esta organización en la primavera de 1974 con la escisión del Frente Obrero. Fue detenido en tres ocasiones, siendo juzgado y condenado por propaganda ilegal y asociación ilícita en el Tribunal de Orden Público. Posteriormente militó en la izquierda vasca, en el Partido Comunista de Euskadi entre 1978 y 1980 y en Euskadiko Ezkerra entre 1982 y 1993, destacando su labor en la creación del sindicalismo democrático en la comarca. Formó parte también del núcleo de personas sensibilizadas con los valores ambientales de la comarca apoyando cuantos movimientos surgieron en la misma, entre otros el movimiento de sensibilización impulsado por Agustín Ibarrola, Jon Larrinaga, Ignacio Ipiña, Aitor Galarza y Rafa Insunza, que creó interés en la conservación de los valores medioambientales y que como resultado de ellos surgirá después el "Taller de Ekologia de Gernika", impulsor entre otros de la creación de la Reserva de la biosfera de Urdaibai, que fue establecida en 1984.
El 26 de  abril de 1985, aniversario del bombardeo que destruyó la villa, se fundó la asociación Gernikazarra Historia Taldea. Su objetivo era reconstruir varias facetas de la memoria histórica de Guernica y Luno. Dieron prioridad al bombardeo y los hechos que rodearon el mismo, a la reconstrucción de la localidad y a la recuperación de la memoria popular. También han estudiado los inicios de la industrialización de la comarca, las vidas de sus artífices y las consecuencias sociales que tuvo. Etxaniz ingresó en el año 1992.
Gernikazarra difunde el conocimiento que han ido acumulando mediante exposiciones y  publicaciones de todo tipo, desde reportajes y noticias a libros. La relevancia de los estudios realizados, así como del conocimiento acumulado, ha dado pie para que preste asesoramiento en aspectos históricos locales a diversos organismos y entidades oficiales, así como a personas y empresas particulares. En el año 2011 Gernikazarra recibió el “Premio Gernika por la Paz y la reconciliación” en reconocimiento del trabajo realizado.
En 1997, cuando se cerró la empresa Astra, Unceta y Cía. S.A. que había sido la pionera en el proceso de industrialización que impulsó, en 1913, el ayuntamiento de Guernica y Luno de la mano de su entonces alcalde, Isidoro León y Arreguia y del industrial Juan Tomás Gandarias, recogió y estudió el archivo histórico de la empresa, desarrollando la influencia que el proceso de industrialización tuvo en la comarca. También estudió las figuras de Juan Tomás Gandarias, y su padre Pedro Pascual Gandarias y la influencia y acciones que esa familia tuvo en todo Busturialdea. En los últimos años lleva a cabo una amplia investigación sobre la historia del turismo y veraneo en la comarca de Busturialdea hoy conocida como Urdaibai, habiendo publicado el libro "Historia del Turismo y Veraneo de Urdaibai. Los orígenes 1830-1900"

Fue miembro del grupo de Gesto por la Paz de Gernika-Lumo y escribió una monografía de la historia del mismo.

## Publicaciones
Txato Etxaniz está especializado en Historia Industrial y Empresarial, es autor y coautor de varios libros sobre la historia Guernica y su comarca. Es autor de más de cien artículos, la mayoría de ellos publicados en la revista Aldaba que edita Gernikazarra, Algunas de sus obras son:
- Estudio histórico del área de Portuzarra, el puerto de Ajangiz (Gernika-Lumo) Autores: José Ángel Etxaniz Ortúñez, Alberto Iturriarte Martínez

Editorial: Illunzar, ISSN 1886-418X, N.º 6, 2006, págs. 89-99
- Morir en Gernika: presos republicanos madrileños y castellano-manchegos fallecidos en el Hospital Penitenciario Militar (1938-1940) Autores: Vicente del Palacio Sánchez, José Ángel Etxaniz Ortúñez Editorial: Cuadernos republicanos, ISSN 1131-7744, N.º 52, 2003, págs. 83-99

- Gernika-Lumo, 1913. Industrialización, movimiento obrero y conflicto social: la huelga de "Esperanza y Unceta" Autor: José Ángel Etxaniz Ortúñez Editorial: Vasconia: Cuadernos de historia - geografía, ISSN 1136-6834, N.º 30, 2000 (ejemplar dedicado a: El trabajo en Euskal Herria: VI Jornadas de Estudios histórico-locales), págs. 141-162

- Antonio Giménez Pericás Autores: José Ángel Etxaniz Ortúñez, José Antonio Pérez Pérez Editorial: Materiales para el estudio de la abogacía antifranquista / coord. por José Gómez Alén, Rubén Vega García, Vol. 1, 2010, ISBN 978-84-693-6454-3, págs. 169-199

- La revitalización del Partido Comunista de Euskadi (1970-1975): el ingreso de militantes de ETA VI asamblea (Minos) Autor: José Ángel Etxaniz Ortúñez Historia del PCE : I Congreso, 1920-1977 / coord. por Manuel Bueno Lluch, José Ramón Hinojosa Montalvo, Carmen García García, Vol. 2, 2007, ISBN 978-84-96381-01-8, págs. 313-334[3]

- Con Carlos Bacigalupe 1992

- JYPSA, 75 años en la historia de Guernica publicado en  1992.

- Sustrai Erreak – Guernica 1937  publicado en  2012.

- Con Gorka Pérez de la Peña Oleaga  publicado en 2012.

- Talleres de Guernica-Astra De fábrica de armas a fábrica de creación cultural  publicado en 2012.[4]

- Rompiendo el silencio. 25 urte bakegintzan (1988-2013) publicado en 2014 por Gesto por la Paz de Gernika-Lumo.

- Bere historia Gernika-Lumoko Arkupe pilota taldea (1979-2004) su historia  publicado en 2014 por Gernikazarra.

- Historia del Colegio San Fidel de las Hermanas Carmelitas de la Caridad. Gernika-Lumo 1901-2001  publicado en 1999 por  Hermanas Carmelitas de la Caridad.

- Historia de Lumo publicado en 1999 por Gernikazarra.